# مریاسوو
مریاسوو (به لاتین: Meryasovo) یک منطقهٔ مسکونی در روسیه است که در باشقیرستان واقع شده‌است.